# Nas (Ikaria)
Pour les articles homonymes, voir Nas.
Nas (grec moderne : Νας), officiellement Káto Ráches (Κάτω Ράχες), est un petit village de l’île grecque d’Ikaria. Il est célèbre pour la plage située près des ruines d'un ancien temple consacré à la déesse Artémis.